# Oberglaim
Oberglaim ist ein Gemeindeteil des Marktes Ergolding im niederbayerischen Landkreis Landshut. Bis 1978 bildete es eine selbstständige Gemeinde.

## Lage
Das Pfarrdorf Oberglaim liegt am Feldbach etwa fünf Kilometer nordwestlich von Ergolding im Donau-Isar-Hügelland.

## Geschichte
Oberglaim wurde bereits im Jahr 891 erstmals urkundlich als Gliumin erwähnt. Mit großer Wahrscheinlichkeit wird angenommen, dass das früh untergegangene Kloster Martinszell die Gegend um das heutige Oberglaim gerodet hat. Der Ortsname Glaim bedeutet vermutlich „bei den (fruchtbaren) Lehmböden“, wie sich anhand der bairischen Dialektbezeichnung Gloam leicht nachvollziehen lässt. Bereits 1250 lautete die Ortsbezeichnung Unser Frauen Glaim, was auf das bis heute bestehende Marienpatrozinium der Pfarrkirche (damals vermutlich Unserer Lieben Frau auf dem Berge Karmel) verweist.
1266 übergab der mit der Äbtissin von Kloster Seligenthal verwandte Konrad von Moosburg und Rottenburg dem Kloster die Höfe von Glaim (und Sittelsdorf). Damit beginnt für Glaim die Jahrhundert während Einflussnahme des Zisterzienserinnenklosters, das 1346 den besonderen Schutz Kaiser Ludwigs für seine Eigenleute erwirkte. Noch 1573 war die Hofmark „Unser-Frauen-Glaim“ im Besitz von Kloster Seligenthal. Die Jurisdiktion über die Sölden war öfter strittig, und es bedurfte einer genauen Abgrenzung der Kompetenzen. Glaim bildete ein Amt im Gericht Rottenburg.
Die nach der Säkularisation in Bayern im Zuge der Gemeindebildung entstandene Gemeinde Oberglaim umfasste 1868 18 Ortsteile. Sie gehörte zum Landgericht und Bezirksamt Landshut, aus dem 1939 der Landkreis Landshut hervorging. Am 1. Mai 1978 wurde die Gemeinde Oberglaim im Zuge der Gebietsreform bis auf den Gemeindeteil Lehen in den Markt Ergolding eingemeindet.

## Sehenswürdigkeiten
- Pfarrkirche Mariä Himmelfahrt. Das Barockbauwerk von 1697 besitzt im Inneren dezente Stuckaturen, eine Marienfigur mit Kind aus der Zeit um 1500, einen spätgotischen Taufstein und eine Kanzel mit Akanthusschnitzwerk von 1710.

## Vereine
- BBV Ortsverband Oberglaim
- Freiwillige Feuerwehr Oberglaim
- Gartenbauverein Oberglaim
- Kirchenchor Oberglaim
- KLJB Oberglaim
- KSK Oberglaim
- Schützenverein Hubertus. Er geht auf das Jahr 1900 zurück.
- Stopselclub Oberglaim
- SV Oberglaim. Er wurde 1956 gegründet.
- Theatergruppe Oberglaim
- 1. Zipflbobverein Oberglaim e.V. 2006